# V Tower
V Tower je třicetipatrová 104 metrů vysoká výšková budova zahrnující 130 bytů na Pankrácké pláni v Praze 4, severovýchodně od křižovatky ulic Pujmanové a Milevská, na hranici Krče a Nuslí, nedaleko trojmezí s Podolím. Je nejvyšším bytovým domem v Česku. Výstavba byla zahájena v červnu 2015, dokončena byla v únoru 2018. Návrh pochází od českého architekta Radana Hubičky. Projekt stál přibližně tři miliardy korun.

## Historie

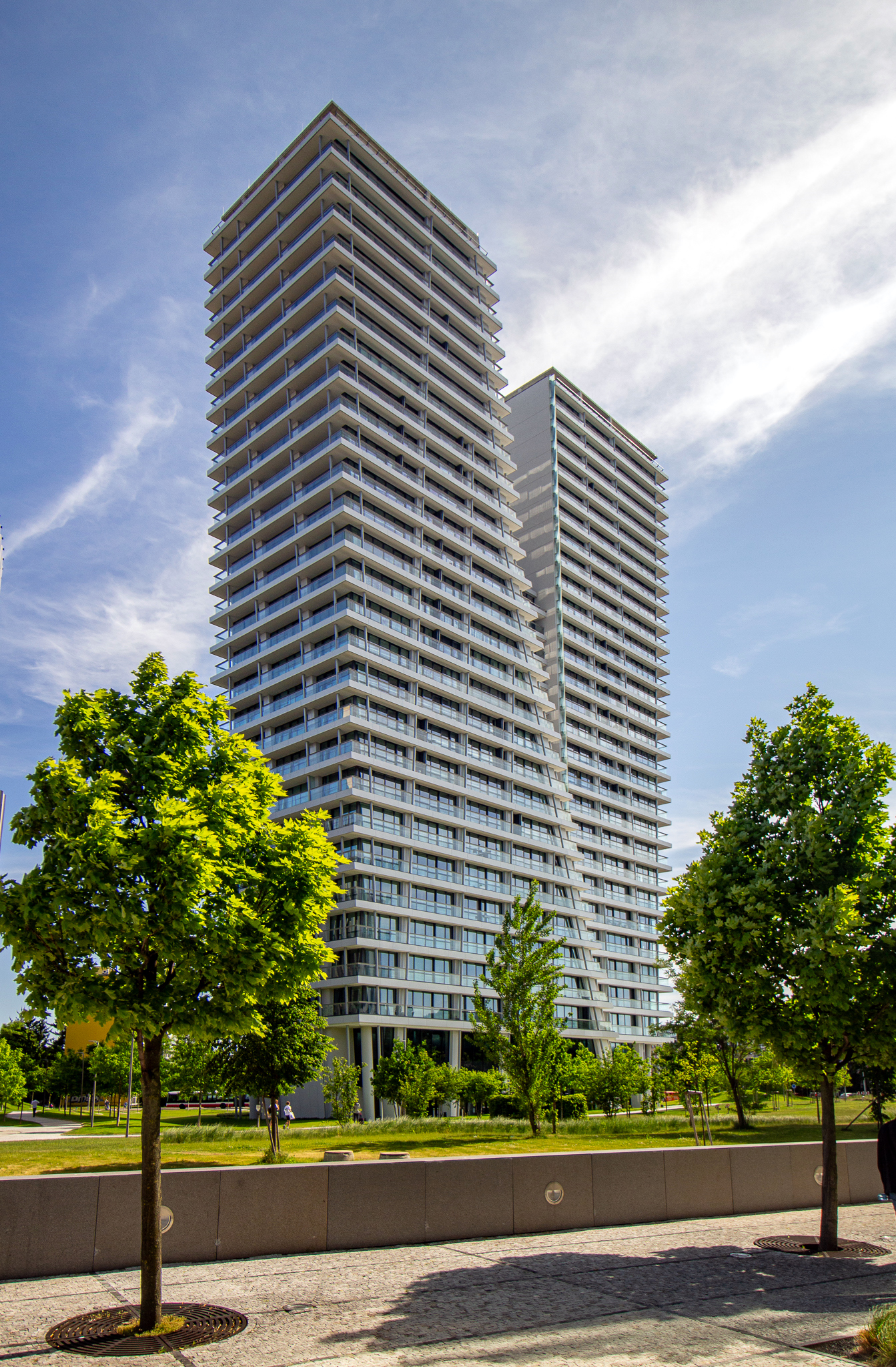
V Tower v roce 2023

### Vlastník
Původní projekt s názvem Epoque Pankrác bytový dům byl vlastněn firmou Epoque-Lancaster, a.s. spadající do holdingové struktury zkrachovalé firmy ECM Real Estate Investments. Ta ho plánovala postavit už před ekonomickou krizí v letech 2007-2010, její nástup a špatná finanční situace firmy však plány na několik let zmrazily. Nakonec projekt v roce 2012 koupila z procesu insolvenční reorganizace v ECM společnost Aceur Investment se sídlem v Lucembursku, a to prostřednictvím nákupu společnosti Epoque-Lancaster a.s. Ta byla následně přejmenována na V Tower Prague, a.s. Developerské řízení projektu dnes vedeného pod názvem „bytový dům V Tower Prague“ pro společnost V Tower Prague, a.s. provádí firma PSJ Invest, a.s.

### Výstavba
Poslední potřebné povolení získala stavba v květnu 2015. Po dlouhých odkladech stavba započala v červnu 2015. Hrubá stavba byla hotova na konci roku 2016. Výškou tak stavba překonala dosud nejvyšší rezidenční dům Česka rezidenci Eliška v Praze, mající 94 metrů. 
Průměrná doba výstavby jednoho patra byla osm dní, složitější podlaží až dvakrát tolik. Stavba byla dokončena v únoru 2018, necelé tři roky od zahájení výstavby. V tento měsíc už si byty začali přebírat noví majitelé. 
Po dobu výstavby byla V Tower nejsledovanější stavba zemi, a to i díky jejím budoucím nájemníků (např. Jaromír Jágr).

## Popis
Symbolika „V“ (Victoria) představuje obecný symbol otevřenosti, svobody, radosti a optimismu. Rovněž má stavba dle slov architekta symbolizovat mužský a ženský princip. Dvě věže se oddalují, zároveň přibližují a dole jsou přitom pevně spojené, z různých pohledů se obě věže střetávají, jedna mizí a druhá se vynoří, objeví se prázdno, pak opět splynou, říká architekt Radan Hubička. Vrchol budovy je symbolicky ve stejné výšce jako špička katedrály svatého Víta. Hloubka základů dosahuje 16 metrů pod povrch terénu.

### Byty
Budova má 130 bytů, které se budou nacházet od 5. patra výš. Jejich plocha je v rozmezí 50 až 400 metrů čtverečních a jejich cena při prodeji stoupala přímo úměrně s výškou. Nejluxusnější jsou střešní byty zvané penthousy, které mají vlastní bazény a terasy, zároveň z nich jsou výhledy na České středohoří, Krušné hory, Krkonoše, Ještěd a celou Prahu. Pro obyvatele bytů je k dispozici například privátní fitness a bazén, služby hotelového typu včetně například čistírny a úklidu zajišťuje non-stop fungující recepce. 24 hodin denně zde funguje také vlastní ochranka. Parkování je zajištěno ve třech podzemních podlažích, kde se nachází 254 parkovacích míst.
Dosud byla nejvyšším bytovým domem rezidence Eliška v pražských Vysočanech, která má 25 pater a výšku téměř 94 metrů.

### Technologie
Budova disponuje moderními, efektivními a úspornými technologiemi jako například inteligentní řízení spotřeby energie, šetrné chlazení a vytápění, zároveň má velmi dobrou akustiku. Úspora energie je přibližně 40% oproti běžným stavbám tohoto typu v roce 2015.

## Lokalita

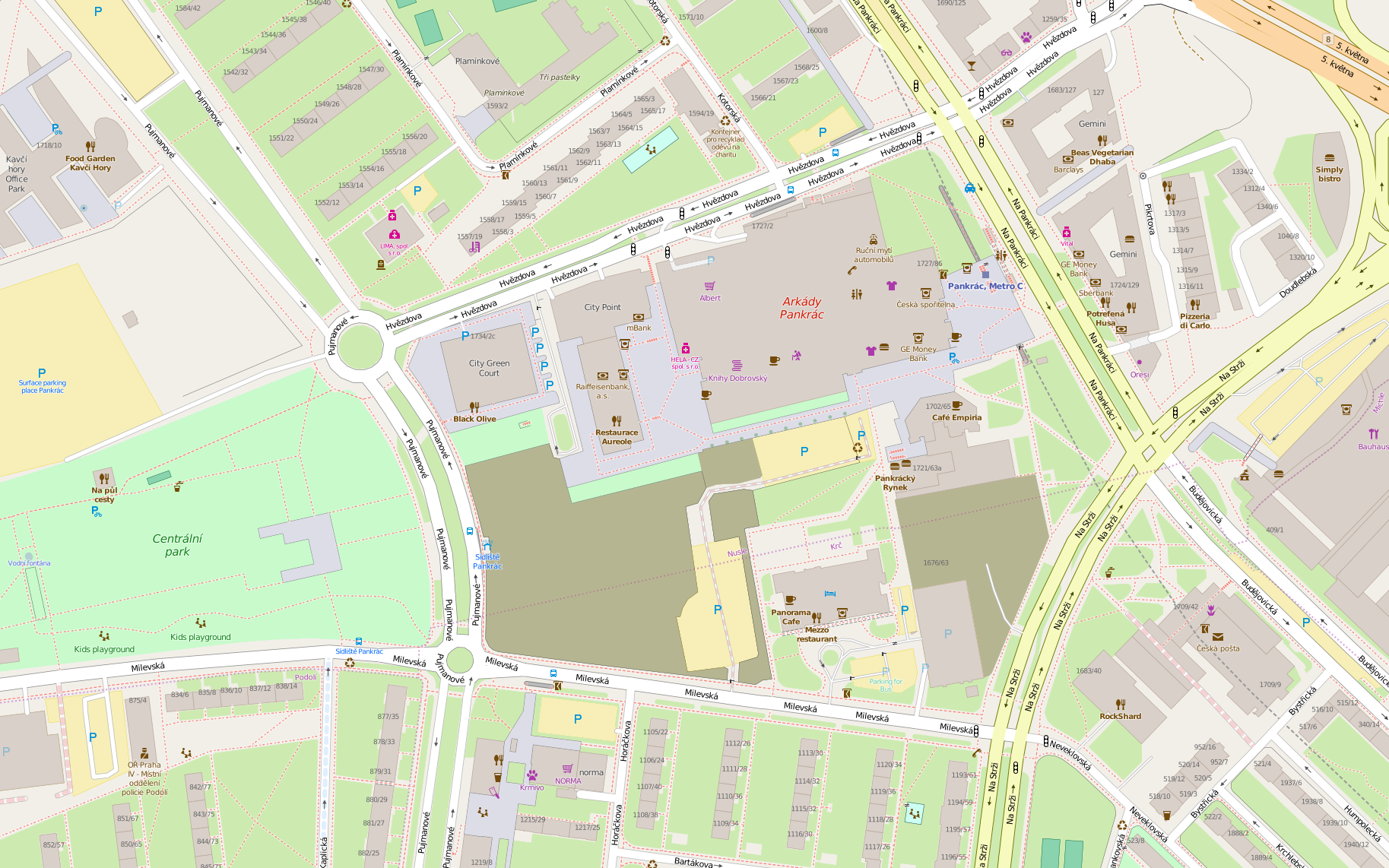
V Tower se nachází v hnědém mnohoúhelníku na levém rohu dole.

Samotná budova se nachází na pravém břehu řeky Vltavy v Nuslích, necelých 5 kilometrů od centra Prahy a spolu s dalšími výškovými budovami vzdálenými méně než 300 m jako City Tower (109 m), City Empiria (104 m) a Panorama Hotel Prague (79 m) tvoří hlavní dominantu Prahy 4. Poblíž se nachází také další kancelářské budovy jako Main Point Pankrác, City Green Court či Trimaran. Vyvýšené místo pankrácké pláně poskytuje obyvatelům V Toweru panoramatický výhled na obytné čtvrtě Vyšehrad, Vinohrady, ale i na historické centrum s Pražským hradem. Komplex se nachází v blízkosti několika rekreačních zařízení, například park Na Pankráci nebo nedaleké obchodní centrum Arkády Pankrác. Z veřejné dopravy slouží stanice metra (linka C) a autobusová zastávka zajišťující spoje s mnoha linkami.
Pankrácká pláň, převyšující hladinu Vltavy o 80 m, je jedinou lokalitou v centru Prahy, kde byla státními orgány povolena výstavba výškových domů.

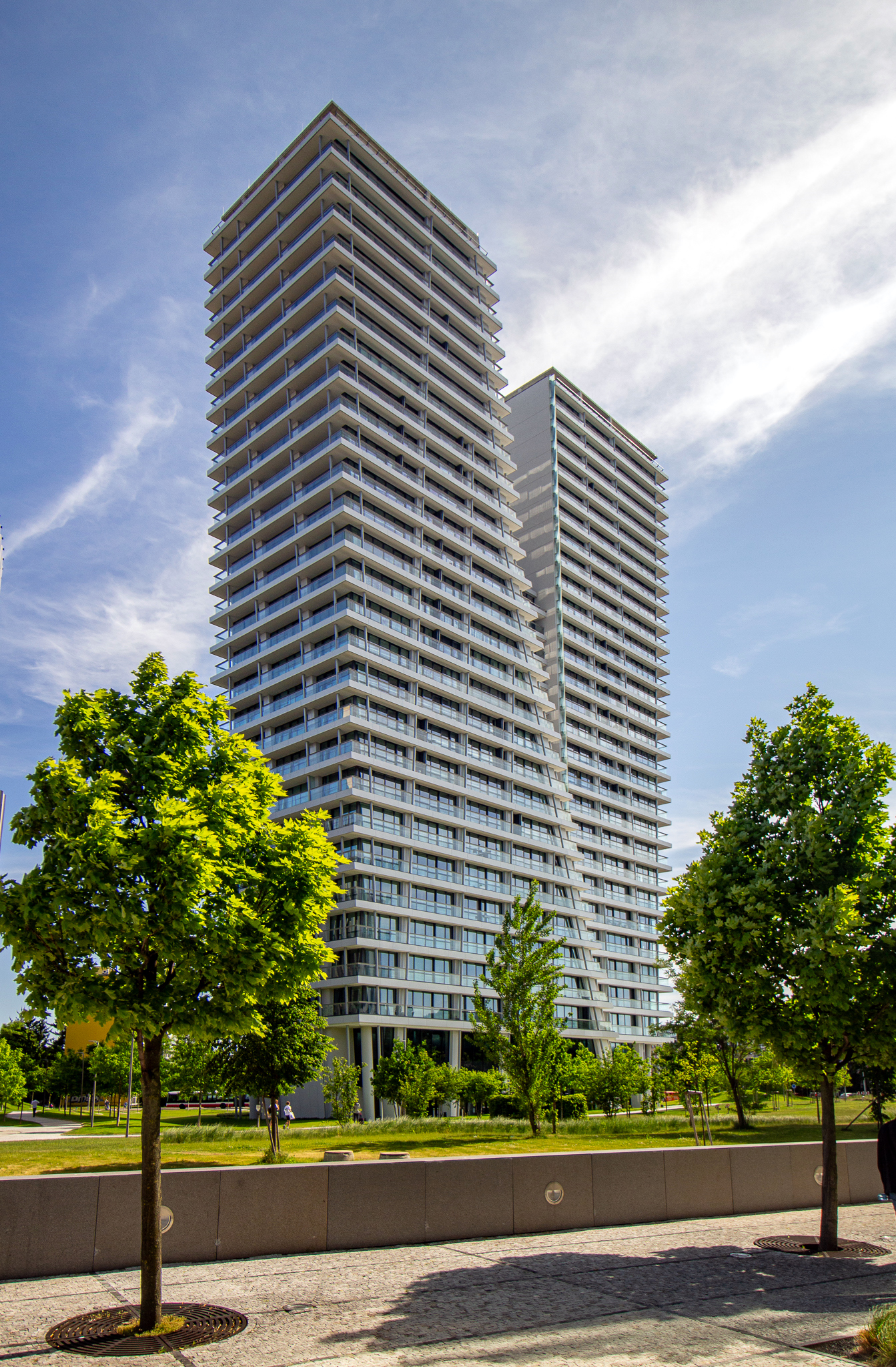
V Tower v roce 2023
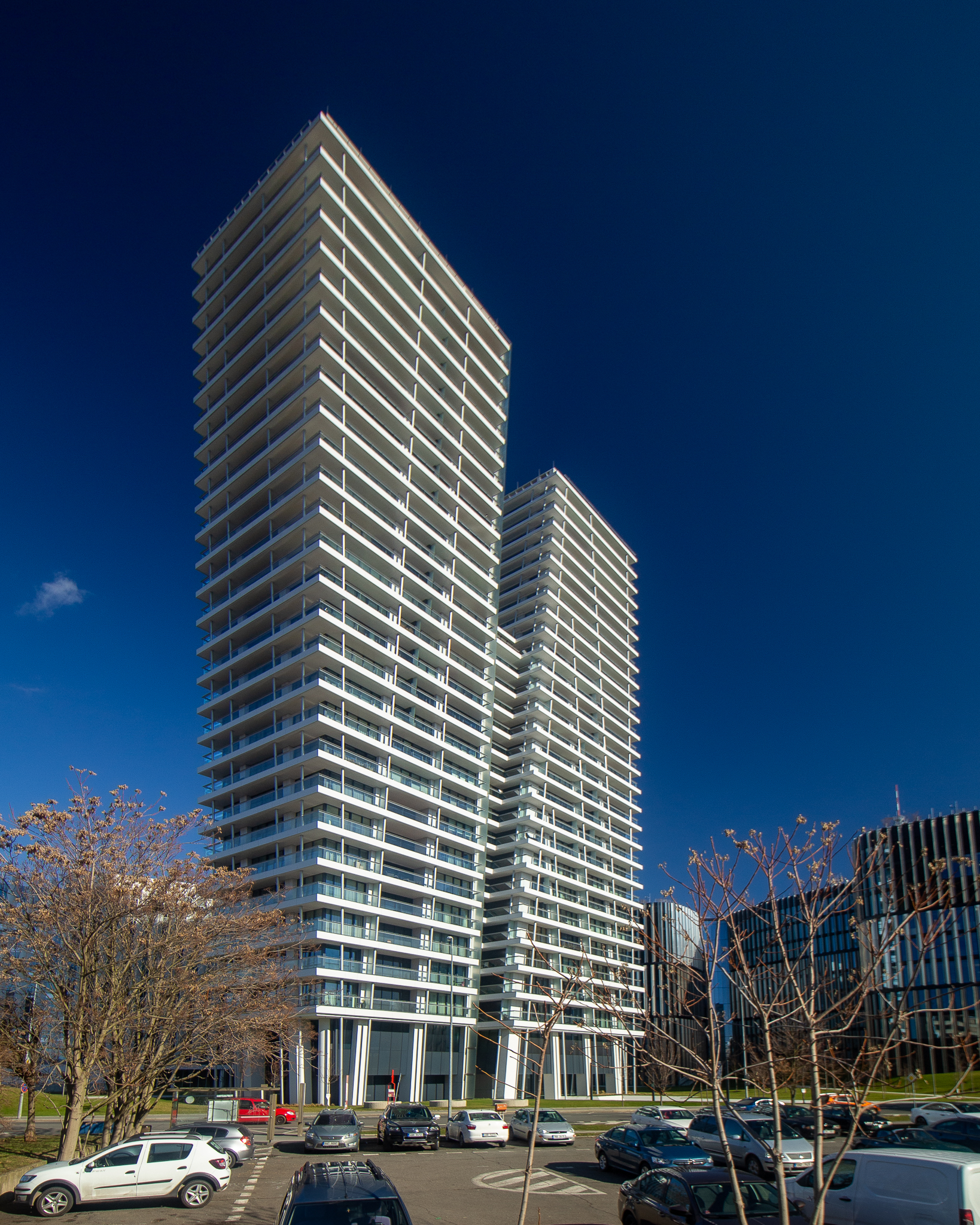
V Tower
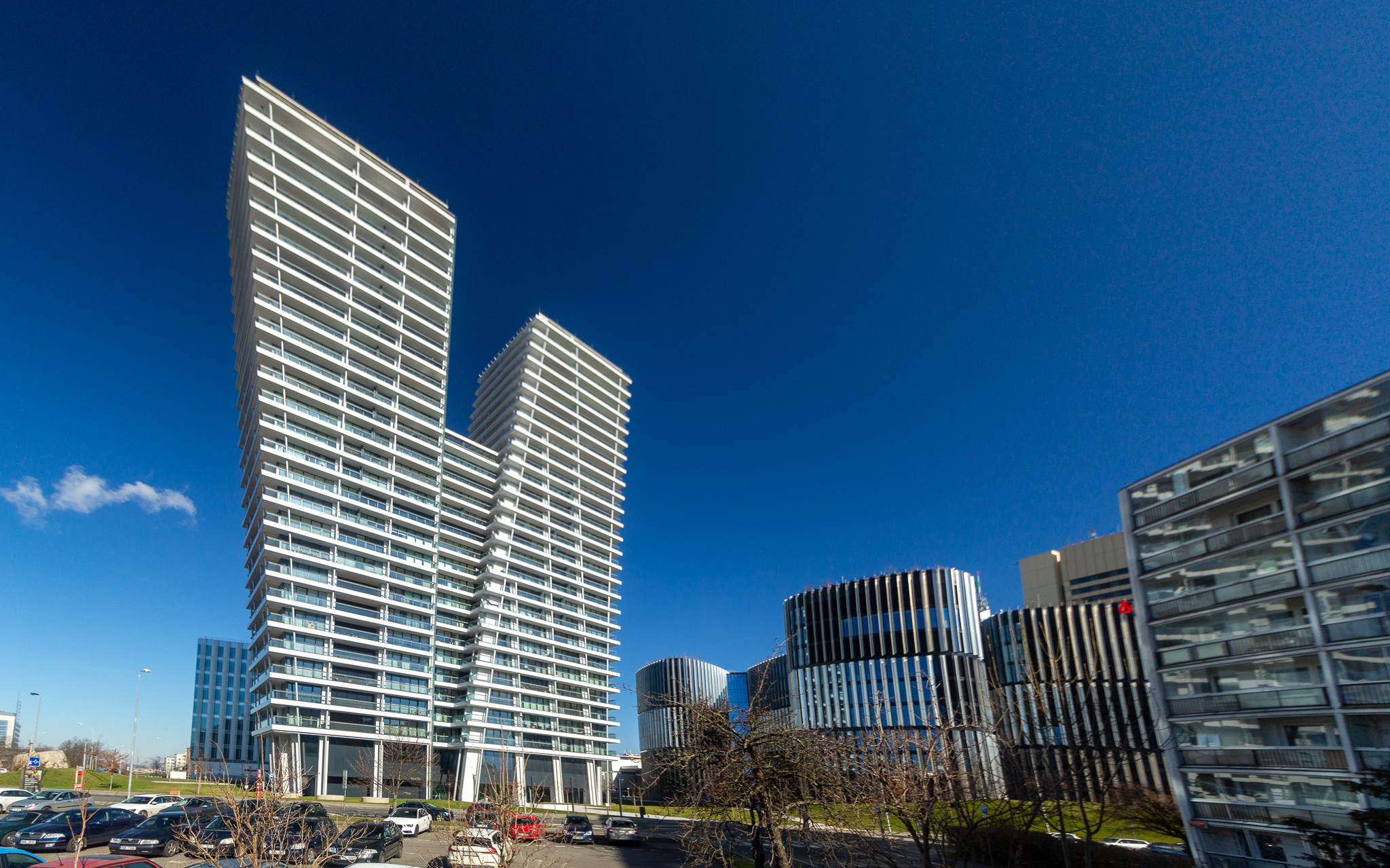
V Tower mezi okolní zástavbou
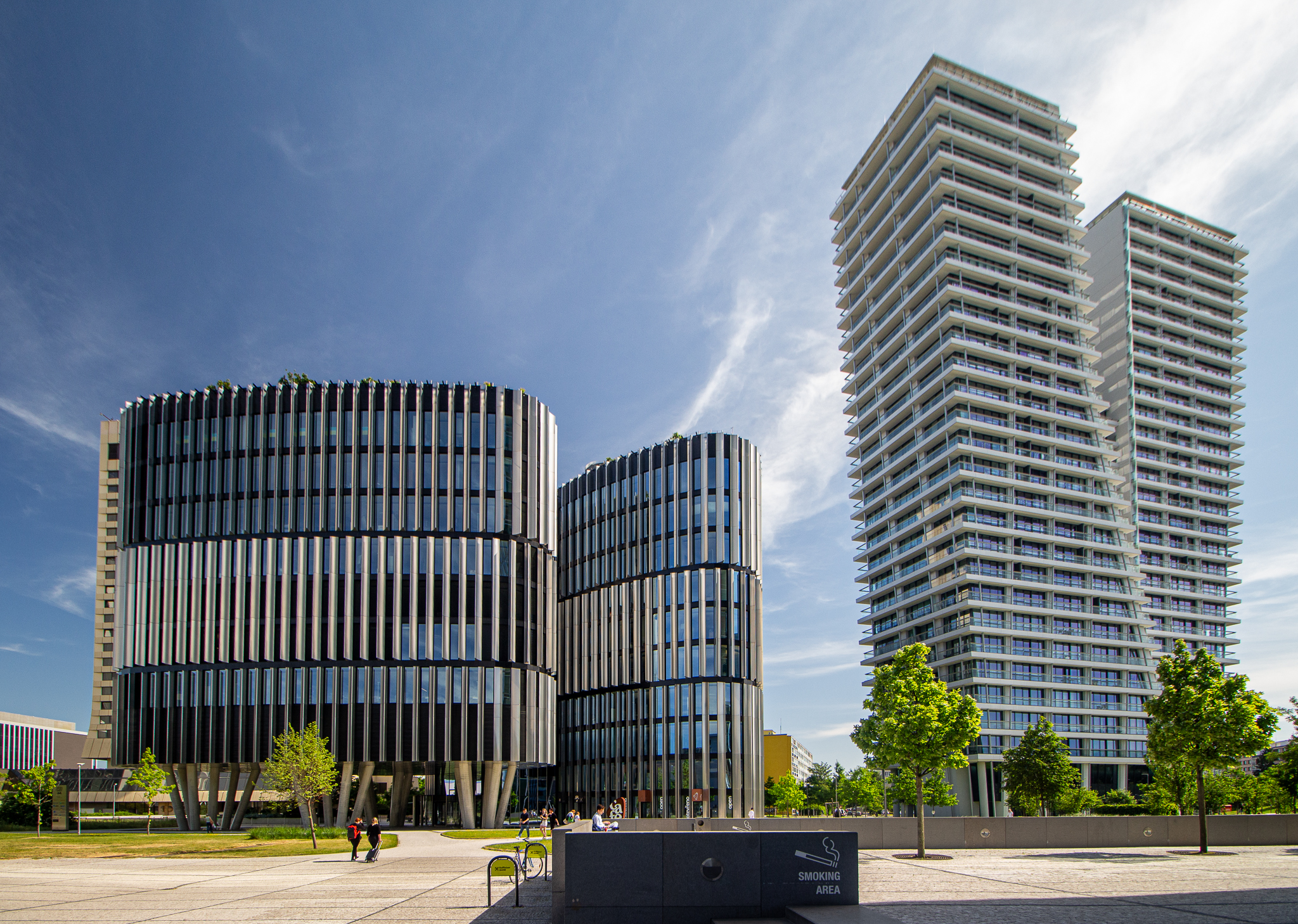
Pankrácká pláň: Park na Pankráci, (zprava) V Tower, Main Point
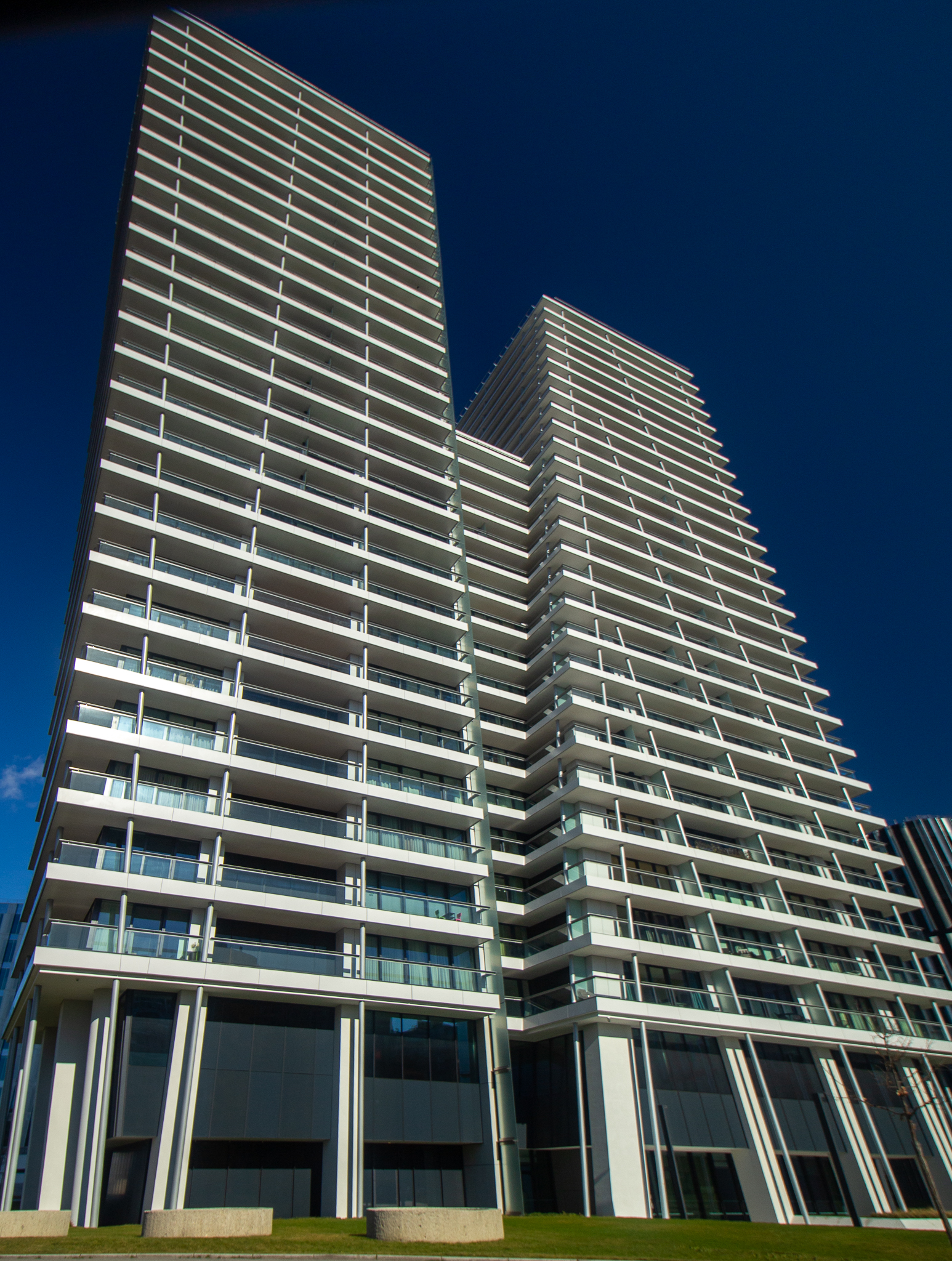
Detail budovy
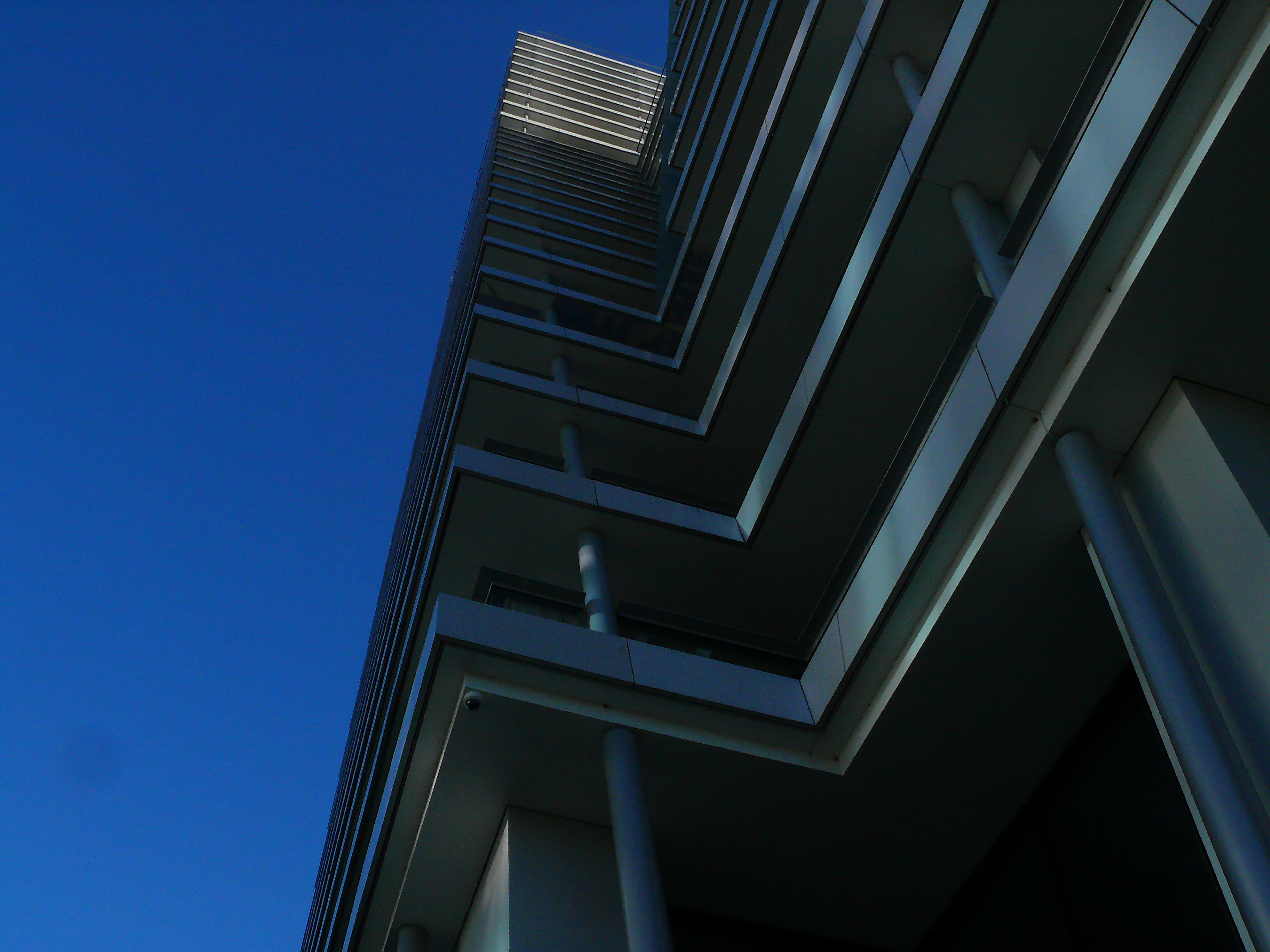
Detail opláštění

## Ohlasy

### Ocenění
V létě roku 2015, jen pár měsíců po zahájení výstavby získala stavba dvě ocenění. Jedno z nich bylo uděleno v mezinárodní soutěži pro výškové budovy International Property Awards, kde V Tower získal první místo v kategorii High-rise Architecture (česky: výšková architektura).
Stavba získala jako první v Evropě certifikát LEED Platinum, který klade přísné požadavky na vztah k životnímu prostředí, komfortu a efektivitě provozu. Pro jeho získání je zapotřebí celých třicet specializovaných studií, nad rámec studií které jsou v Česku pro běžné stavby.

### Kritika
Projekt dlouhodobě narážel na odpor místních obyvatel. Místní obyvatelé si stěžovali zejména na velmi odvážný vzhled samotné budovy či stínění okolní staveb. Projekt se během několika let taktéž potýkal s potížemi ohledně získání některých stavebních povolení. Tehdejší platné územní rozhodnutí soud zrušil na popud místního občanského sdružení.